# Święty Botolf

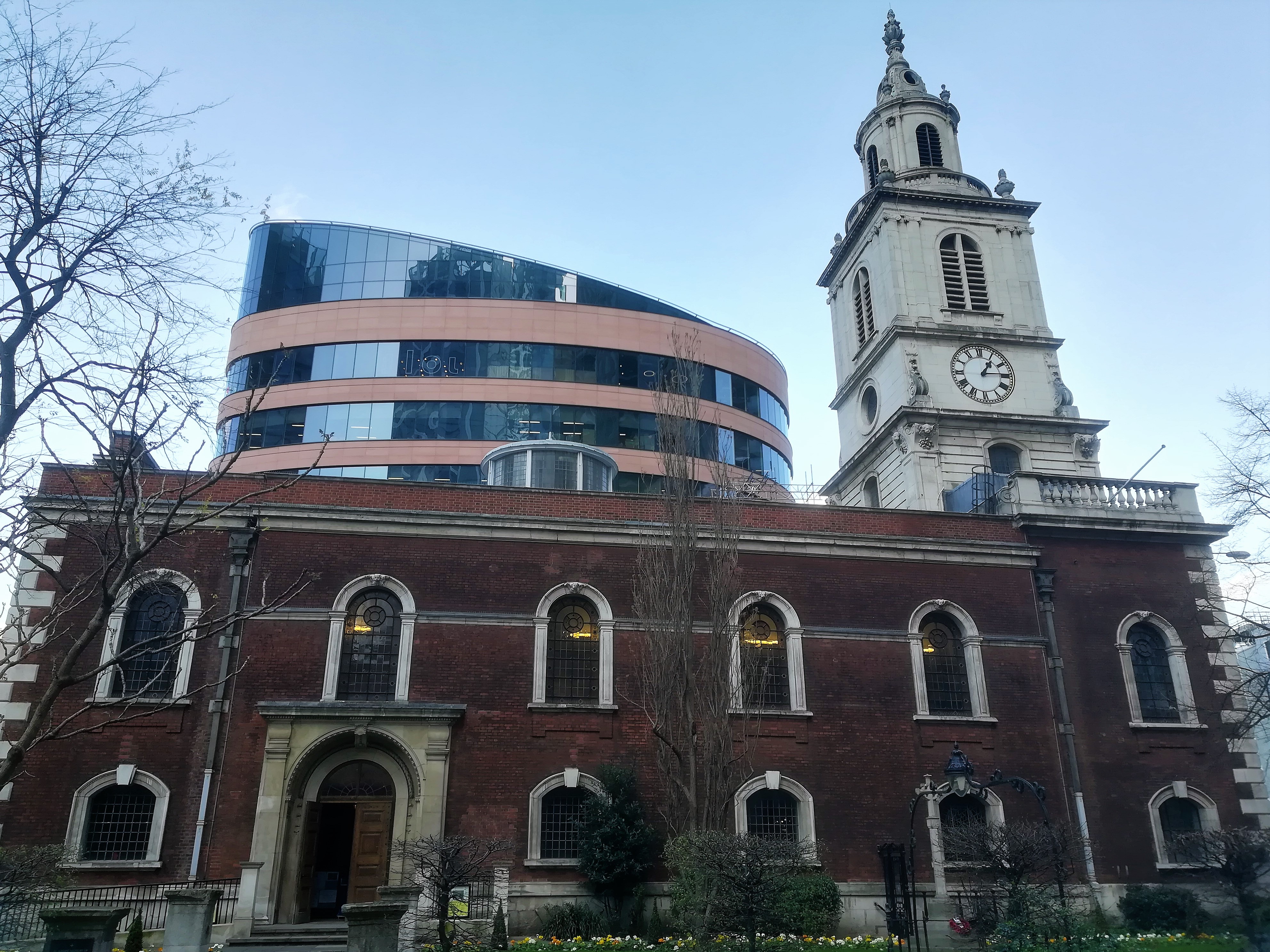
Kościół św. Botolfa w Londynie

Święty Botolf (także: św. Botulf, ang. Botwulf of Thorney lub Botolph of Iken, zm. prawdopodobnie 17 czerwca 680) – mnich, biskup, święty Kościoła katolickiego, anglikańskiego i prawosławnego.

## Życiorys
Miał urodzić się w szlacheckiej rodzinie saskiej w Anglii i mieć brata, Adolfa. Kształcić miał ich św. Furzeusz w klasztorze w Cnobersburgu, położonym w Burgh Castle niedaleko Great Yarmouth. Obaj udali się do kontynentalnej Europy, celem uzupełnienia wykształcenia i zostali mnichami benedyktyńskimi. Adolf zostać miał biskupem w Utrechcie, a Botolf wrócić do Anglii około 645 i po zdobyciu zaufania króla Ethelmunda założyć biskupstwo Ikanhoe w pobliżu obecnego Bostonu (od imienia świętego miałaby pochodzić nazwa tego miasta) lub Lincolnu. Osiedleni tu bracia rozwinęli rolnictwo i uporządkowali tereny. Botolf prowadził też misje w Anglii Wschodniej, Kent i Sussex. Zmarł podobno po długiej chorobie i został pochowany w Ikanhoe. Relikwie braci, w obawie przed Duńczykami przeniesiono do Grundisburgh, wioski niedaleko Woodbridge, a później dla bezpieczeństwa, do klasztorów w Ely, Thorney i Bury St Edmunds. Nie ma żadnych pewnych danych o jego życiu, jednak cieszył się wczesnym kultem (na terenie Anglii istniało ponad 50 wczesnych świątyń pod jego wezwaniem).

## Patron
Jest uważany za anglosaskiego patrona podróżnych i wędrowców, a także rolników i pracowników rolnych.